# 明朝皇子誕生儀
明朝皇子诞生仪是为庆贺皇帝子嗣诞生的一种明代礼仪制度。这项制度是依据《礼记》中关于国君生子的记载而制定的。在明代早期，这项制度初步形成，但具体制定为成型的礼制则是始于嘉靖十五年（1536年），萬曆十年（1582年）曾对该制度有过修订。

## 儀式
皇子誕生儀自明太祖時期便已經初具儀制。皇子誕生后第三天，皇帝親自至京城南郊祭祀天地。回宮後，前往奉先殿、崇先殿祭告祖先。此外，另派遣特使到方澤壇、朝日壇、夕月壇、太社稷、帝社稷（明世宗時增設，明穆宗時期廢除）、天神壇和地祗壇等處祭告神靈。皇帝祭告南郊時，禮部預備祭文，祭品用太牢。在京五品以上文官、武官四品以上及皇親國戚均要陪同祭祀。祭告南北郊后第二日，皇帝御奉天門，文武官員著吉服稱賀，行四拜禮。其實，自皇子誕生日起，文武官員就需要換上吉服，并連續十天。隨後，禮部擇吉日將皇帝詔書頒佈天下，並由翰林院春坊六科官捧持詔書到各地王府宣告。
萬曆十年起，皇子誕生儀進行了一定的更改，主要為，由皇帝遣官到南北郊、太廟和社稷壇祭告天地祖先。同時，祭告當天，皇帝服袞冕御皇極殿，文武官員、天下諸司、進表官員都著朝服行四拜禮。鴻臚寺官稱賀。其餘部份與此前仍就相同。